# Луч (Тамбовская область)
Луч — посёлок в Уваровском районе Тамбовской области России. Административный центр Лучёвского сельсовета.

## География
Посёлок находится на расстоянии 30 км к юго-западу от города Уварово, административного центра района.

### Часовой пояс
Посёлок Луч, как и вся Тамбовская область, находится в часовой зоне МСК (московское время). Смещение применяемого времени относительно UTC составляет +3:00.

## Население
| 2002 | 2010 |
| ---- | ---- |
| 635  | ↘499 |

### Национальный состав
Согласно результатам переписи 2002 года, в национальной структуре населения русские составляли 94 % из 635 чел.